# Região Geográfica Imediata de Bento Gonçalves
A Região Geográfica Imediata de Bento Gonçalves é uma das 43 regiões imediatas do estado brasileiro do Rio Grande do Sul, uma das 4 regiões imediatas que compõem a Região Geográfica Intermediária de Caxias do Sul e uma das 509 regiões imediatas no Brasil, criadas pelo IBGE em 2017.
É composta por 14 municípios, tendo uma população estimada pelo IBGE para 1.º de julho de 2017, de 227 033 habitantes e uma área total de 2 034 km². A cidade-sede é Bento Gonçalves, que também é a mais populosa da região.